# Adria International Raceway
Der Adria International Raceway ist eine permanente Motorsport-Rennstrecke. Sie liegt nahe der Stadt Adria in der italienischen Region Venetien, etwa 70 km von Venedig entfernt. Die Strecke ist seit 2022 geschlossen.

## Strecke
Die Strecke wurde 2002 fertiggestellt. 2011 erfolgte ein Umbau der ersten Kurve, der auch Motorrädern ein Antreten ermöglichte. Nach 2 Jahren ohne Veranstaltungen aufgrund der weltweiten Covid-19-Pandemie wurde die Strecke 2021 umfangreich auf eine Länge von 3,749 km erweitert. Seit der darauf folgenden Insolvenz der Betreibergesellschaft 2022 ist die Strecke geschlossen.

## Streckenbeschreibung

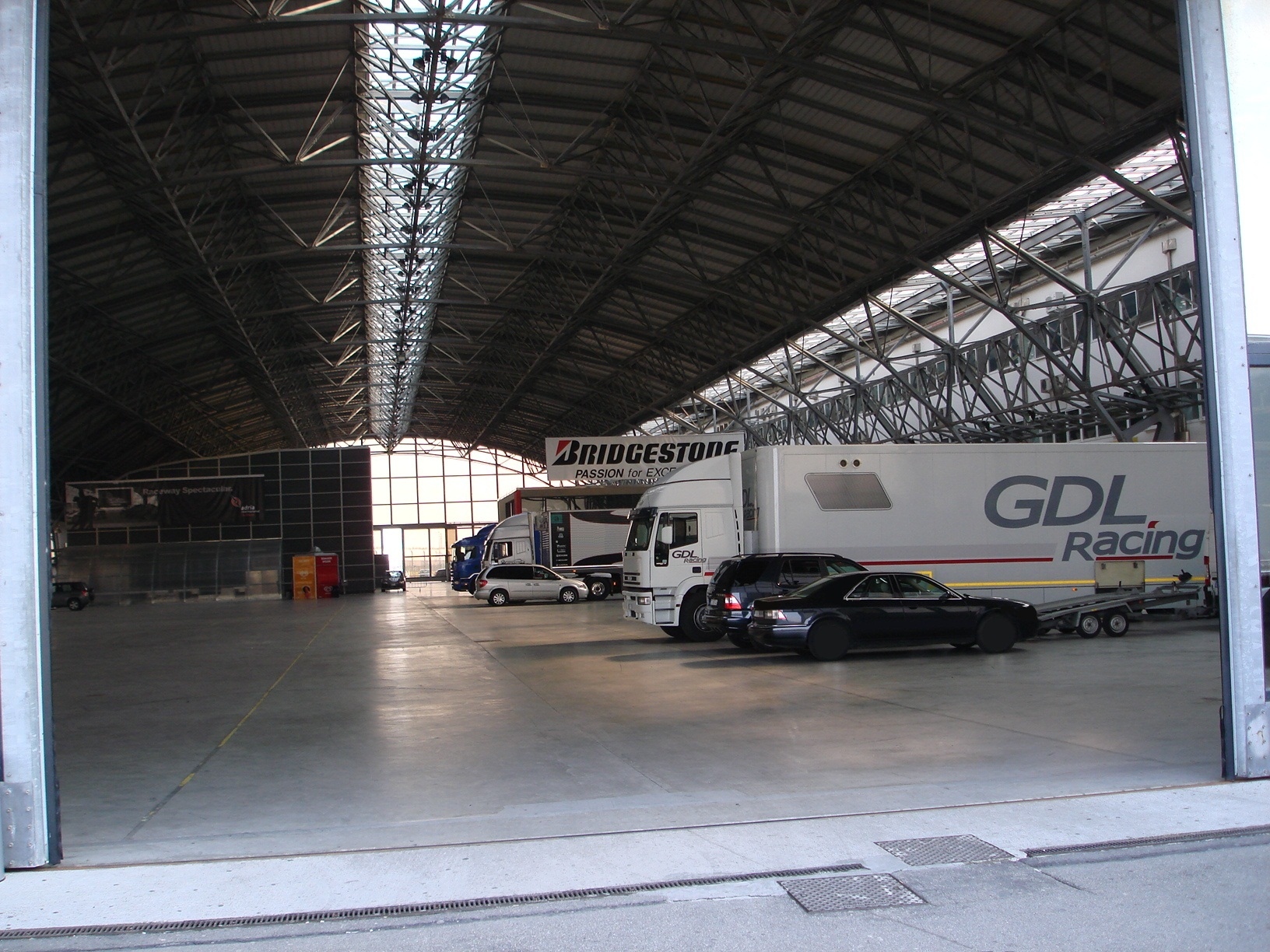
Adria International Raceway: Blick in das überdachte Fahrerlager

Der Kurs kann in drei verschiedenen Streckenlayouts befahren werden, unter denen die verschiedenen Rennserien wählen können. Die komplette Strecke ist 2,702 km lang und bietet 14 Kurven (8 Links- und 6 Rechtskurven). 
Eine Besonderheit des Kurses ist das von einem Hangar überdachte Fahrerlager. Auf dem Gelände der Strecke befindet sich auch eine 1,302 km lange Kartbahn, die von der FIA für internationale Wettbewerbe homologiert ist.

## Veranstaltungen
Der Kurs war 2003, 2004 und 2010 Austragungsort einer Runde der DTM, die 2003 und 2004 auch die Formel-3-Euroserie im Rahmenprogramm zu Gast hatte. Auch die ehemalige FIA GT fuhr an der Adria ihre Rennen aus. 
In den letzten Betriebsjahren waren hauptsächlich nationale Serien wie die Italienische Formel-4-Meisterschaft oder die Italienische Tourenwagen-Meisterschaft zu Gast.
Auf dem Kurs fand auch ein 24-Stunden-Rennen für Tourenwagen statt das traditionell im November oder Dezember am Saisonende stattfand und zwischen 2004 und 2019 insgesamt 16 mal ausgetragen wurde.